# عبری توراتی
عبری توراتی (عبری توراتی: עִבְרִית מִקרָאִית‎)، عبری تنخی (عبری توراتی: עִבְרִית תנ"כית‎)، زبان کنعان (عبری توراتی: שְֹפַת כְּנַעַן‎)، عبری کلاسیک (عبری: עִבְרִית קְלַסִית)، زبان کتاب مقدس (عبری: לָשׁוֹן המִקרָא) یا زبان یهودی (عبری: יְהוּדִית شکل باستانی زبان عبری و از شاخهٔ کنعانی زبان‌های سامی است که توسط بنی‌اسرائیل در منطقهٔ موسوم به سرزمین اسرائیل (تقریباً غرب رود اردن و شرق دریای مدیترانه) تکلم می‌شد. این موضوع بسیار جالب است که در خود کتاب مقدس عبری از واژه‌ی «عبری» برای اشاره به این زبان استفاده نشده است، بلکه آن را שְֹפַת כְּנַעַן شِفَت کِنعان، به معنی «زبان کنعان» یا יְהוּדִית یِهودیت، به معنی «یهودی» می‌خواندند. این اصطلاح بعدها در متون یونانی کوینه و عبری میشنایی به کار رفت.
شواهد موجود از زبان عبری به حدود قرن دهم پیش از میلاد بازمی‌گردد که تقریباً با زبان فنیقی و دیگر زبان‌های کنعانی یکسان بوده است. عبری محاوره‌ای تا پایان دورهٔ دوم معبد اورشلیم (۷۰ پس از میلاد، هم‌زمان با محاصرهٔ اورشلیم) و حتی پس از آن به حیات خود ادامه داد و سرانجام به عبری میشنایی تکامل پیدا کرد که تا قرن پنجم پس از میلاد رواج داشت.
زبان کتاب مقدس عبری مراحل مختلف تحول زبان را در چارچوب صامت‌محور خود منعکس می‌کند که اعراب‌گذاری آن در قرون وسطی توسط ماسورت‌ها انجام شد. شواهدی از تفاوت‌های گویشی بین پادشاهی شمالی اسرائیل و پادشاهی جنوبی یهودا وجود دارد. متن ماسورتی که به‌صورت دست‌نویس منتقل شده، در دورهٔ معبد دوم ویرایش شد، اما قدیمی‌ترین بخش‌های آن (بخش‌هایی از عاموس، اشعیا، هوشع و میکاه) به اواخر قرن هشتم تا اوایل قرن هفتم پیش از میلاد تاریخ‌گذاری می‌شوند.
عبری کلاسیک از چندین سیستم نوشتاری استفاده می‌کرد. از حدود قرن دوازدهم تا ششم پیش از میلاد، نویسندگان از الفبای نیاعبری استفاده می‌کردند که توسط سامریان حفظ شد و امروزه به‌صورت خط سامری ادامه یافته است. بااین‌حال، پس از تبعید بابلی، الفبای آرامی امپراتوری به‌تدریج جایگزین الفبای نیاعبری شد و منشأ الفبای عبری کنونی گردید. این دستگاه‌های نوشتاری در ابتدا فقط صامت‌ها را نشان می‌دادند، اما برخی حروف (معروف به ماترس لکسیونیس یا أم قراءة) به‌تدریج برای نشان دادن مصوت‌ها به کار رفتند. در قرون وسطی، سیستم‌های مختلف اعراب‌گذاری برای نشان دادن مصوت‌ها در دست‌نویس‌های عبری ابداع شد که از میان آنها، فقط اعراب‌گذاری طبریه‌ای هنوز به طور گسترده استفاده می‌شود.
عبری کلاسیک دارای مجموعه‌ای از صامت‌های مُفَخَّم (مانند صامت‌های ص، ض، ط، ظ و ق در عربی) بود که تلفظ دقیق آنها مورد بحث است، گمان برده می‌شود که آن‌ها به‌صورت همخوان‌های فورانی یا همخوان‌های حلقی تلفظ می‌شده‌اند. در مراحل اولیه، سه صامت وجود داشته که در نوشتار متمایز نبوده‌اند و بعدها با صامت‌های دیگر ادغام شده‌اند. صامت‌های انسدادی تحت تأثیر زبان آرامی، واج‌گونه‌های سایشی توسعه دادند که به‌تدریج تبدیل به واجهای جداگانه شدند. صامت‌های حلقی و چاکنایی در برخی گویش‌های منطقه‌ای تضعیف شدند، همانطور که در سنت قرائت عبری سامری معاصر منعکس است. سیستم مصوت‌های عبری کلاسیک در طول زمان تغییر کرد و این تغییرات در ترجمه‌های یونانی و لاتین باستان، سیستم‌های اعراب‌گذاری قرون وسطی و سنت‌های قرائت مدرن به شکل‌های مختلفی منعکس شده است. این زبان دارای ساختواژهٔ سامی معمول با ساختار غیرمتوالی و نامنظم بود که ریشه‌های سامی را در قالب‌های خاصی سازمان می‌داد تا کلمات را تشکیل دهد. عبری کلاسیک بین دو جنس (مذکر و مؤنث) و سه شمار (مفرد، جمع و به‌ندرت مثنی) تمایز قائل می‌شد. افعال برای صوت و وجه علامت‌گذاری می‌شدند و دو صیغه داشتند که احتمالاً نمود یا زمان را نشان می‌دادند. زمان یا نمود فعل‌ها همچنین تحت تأثیر حرف ربط «ו‎» در ساختار زبانی خاصی موسوم به «واو متوالی» قرار می‌گرفت. برخلاف عبری مدرن، ترتیب معمول اجزای جمله در عبری کلاسیک فعل-فاعل-مفعول بود و فعل‌ها برای شمار، جنس و شخص فاعل صرف می‌شدند. پسوندهای ضمیری می‌توانستند به فعل‌ها (برای نشان دادن مفعول) یا اسم‌ها (برای نشان دادن مالکیت) اضافه شوند، و اسم‌ها از ساختار خاص مضاف-مضاف‌الیه در زبان‌های سامی (به انگلیسی: Construct State) برای ساختارهای ملکی استفاده می‌کردند.